# Hans K. Wehren
Hans K. Wehren (* 18. Februar 1921 in Iserlohn als Hans Kaspar Wehren; † 17. April 1988 in Iserlohn) war ein deutscher Schriftsteller.

## Leben
Hans K. Wehren war der Sohn eines Maschinenschlossers. Von 1931 bis 1935 besuchte er eine Mittelschule in Iserlohn. Anschließend absolvierte er eine kaufmännische Lehre. Ab Ende 1939 war er als Hilfsangestellter beim Finanzamt in seiner Heimatstadt tätig. Von 1941 bis 1945 nahm er als Soldat an der Ostfront am Zweiten Weltkrieg teil. Nach seiner Entlassung aus britischer Kriegsgefangenschaft kehrte er nach Iserlohn zurück. Von 1950 bis zu seiner Pensionierung arbeitete er als Finanzbeamter beim Iserlohner Finanzamt.
Hans K. Wehren begann früh mit dem Schreiben und veröffentlichte seine Arbeiten seit den 1930er Jahren in Zeitungen und Zeitschriften. Sein Werk besteht vorwiegend aus Lyrik und zum geringeren Teil aus Kurzprosa. Obwohl im Grunde Naturlyriker mit christlicher Grundhaltung, kontrastierte er – gemäß der Programmatik der Gruppe 61 – in seinen Gedichten häufig konventionelle Natur- und Landschaftsschilderungen mit Bildern aus der Welt der Industrie.
Hans K. Wehren gehörte dem Autorenkreis Ruhr-Mark an, daneben war er seit 1963 Mitglied der Gruppe 61 und seit 1970 der Europäischen Autorenvereinigung Die Kogge. 1976 erhielt er den Preis des Fremdenverkehrsverbandes Sauerland, 1981 die Große Silbermünze des Kurortes Bad Salzig.

## Werke
- Im Wechsel zwischen Tag und Jahr, Dülmen/Westf. 1962
- Der Stern über Simonshof, Stolberg im Rheinland 1963
- Aufstand der Disteln, Dülmen/Westf. 1964
- Bad Salziger Frieden, Bad Salzig 1971
- Zwischen Lanzetten, München 1971
- Mein Bad Salziger Tagebuch, Bielefeld 1972
- Steine aus einem Mosaik, Trier 1974